# Tour Émeraude
La tour Émeraude est un immeuble de grande hauteur situé au Mans, dans le département de la Sarthe et la région Pays de la Loire. Elle est la plus haute tour du secteur centre. Selon l'article R122-2 du Code de la construction et de l'habitation français, l'immeuble a perdu son statut de bureaux professionnels. L'édifice ne doit alors plus être rangé dans la catégorie des immeubles de grande hauteur, pour seulement un mètre de moins que ne le prévoit la loi ; la limite minimale pour qu'un immeuble d'habitation soit reconnu de grande hauteur étant fixée à 50 mètres.
Elle fut créée en 1976 à la suite des aménagements du centre-ville et à la création de la « Percée Centrale ». Cela devait  permettre de relier la cathédrale Saint-Julien avec la gare SNCF, et le centre-ville avec la route vers Paris.
La tour Émeraude est construite au centre de ce « nouveau quartier d'affaires ». L'édifice est en deux parties : 4 à 5 étages forment le « socle » de la tour étendu en largeur. La dizaine d'étages supérieure forment la tour proprement dite. D'une couleur rose-orangée au soleil, elle a longtemps rappelé les couleurs de la ville.
Elle fut le siège social français des assurances MMA jusqu'en 2004. Dès les années 2000, le nouveau technopole Novaxis, situé Gare Sud, a pris la relève d'une nouvelle économie mancelle en écartant quelque peu les fonctions d'affaires du centre-ville. La Poste ou les MMA ont donc déménagé vers cette nouvelle zone d'activité. L'année 2007 a vu l'édifice être entièrement rénové afin d'offrir des appartements privés. Dans le cadre de l'embellissement du centre-ville, engrangé par « l'effet tramway », la rénovation doit être la première d'une longue série qui vise à remodeler le quartier entier de la percée centrale afin d'offrir un quartier plus riche et plus récent architecturalement parlant.

## Emetteur
À partir de mai 2005 jusqu'au 18 mai 2010, date du passage au numérique dans la région, un émetteur était utilisé par Canal 8 Le Mans pour diffusion en mode analogique de ses programmes sur le canal 51 en UHF, sur la Ville du Mans et ses alentours immédiats car cet emetteur était de faible portée. En 2007 cette chaine est devenue LM TV SARTHE, à la suite de son arrivée en mode numérique sur toute la Sarthe, à partir de l'émetteur de Mayet. Aujourd'hui encore un mât subsiste sur cet immeuble, il comporte des antennes, il n'y a plus de diffusion TV ou radio mais sont utilisées pour des liaisons techniques (faisceaux hertziens) et pour la téléphonie mobile.